# Gambische Cricket-Nationalmannschaft
Die gambische Cricket-Nationalmannschaft ist die nationale Auswahl des westafrikanischen Staates Gambia und repräsentiert das Land in internationalen Turnieren. Sie wird von der Gambia Cricket Association geleitet. Bis 2003 wurde das Land durch die Westafrikanische Cricket-Nationalmannschaft repräsentiert, die neben Gambia auch Nigeria, Ghana und Sierra Leone vertrat. 

## Internationales Cricket
Ihr internationales Debüt war 2004 bei den African Affiliate Championships, die sie als Sechster beendeten. Bei der afrikanischen Qualifikation für die World Cricket League (Division Three) 2006 beendeten sie das Turnier als Siebter.

## Twenty20
In der Qualifikation zum ICC World Twenty20 Qualifier 2012 schied die Mannschaft in der Vorrunde der Afrika-Division 3 aus, als es den fünften Platz in dieser belegte.

## Internationale Turniere

### World Cricket League
- 2006 Afrika-Division 3: 7. Platz
- 2008 Afrika-Division 3: 8. Platz
- 2009 Afrika-Division 3: 4. Platz

### World Twenty20 Qualifier
- 2011 Afrika-Division 3: 5. Platz